# Maifeld Einig-Naunheim
Maifeld Einig-Naunheim este o arie protejată (arie de protecție specială avifaunistică — SPA) din Germania întinsă pe o suprafață de 609 ha, integral pe uscat.

## Localizare
Centrul sitului Maifeld Einig-Naunheim este situat la coordonatele 50°16′23″N 7°16′52″E / 50.2731°N 7.2811°E.

## Înființare
Situl Maifeld Einig-Naunheim a fost declarat arie de protecție specială avifaunistică în ianuarie 2004 pentru a proteja 14 specii de animale.

## Biodiversitate
Situată în ecoregiunea continentală, aria protejată nu include niciun habitat protejat.
La baza desemnării sitului se află mai multe specii protejate de  păsări (14): fâsă-de-câmp (Anthus campestris), Charadrius morinellus, erete de stuf (Circus aeruginosus), erete vânăt (Circus cyaneus), erete cenușiu (Circus pygargus), prepeliță (Coturnix coturnix), presură sură (Emberiza calandra), șoim de iarnă (Falco columbarius), gaia roșie (Milvus milvus), codobatura galbenă (Motacilla flava), pietrar sur (Oenanthe oenanthe), ploier auriu (Pluvialis apricaria), mărăcinar (Saxicola rubetra), nagâț (Vanellus vanellus).